# ذاتي التغذية

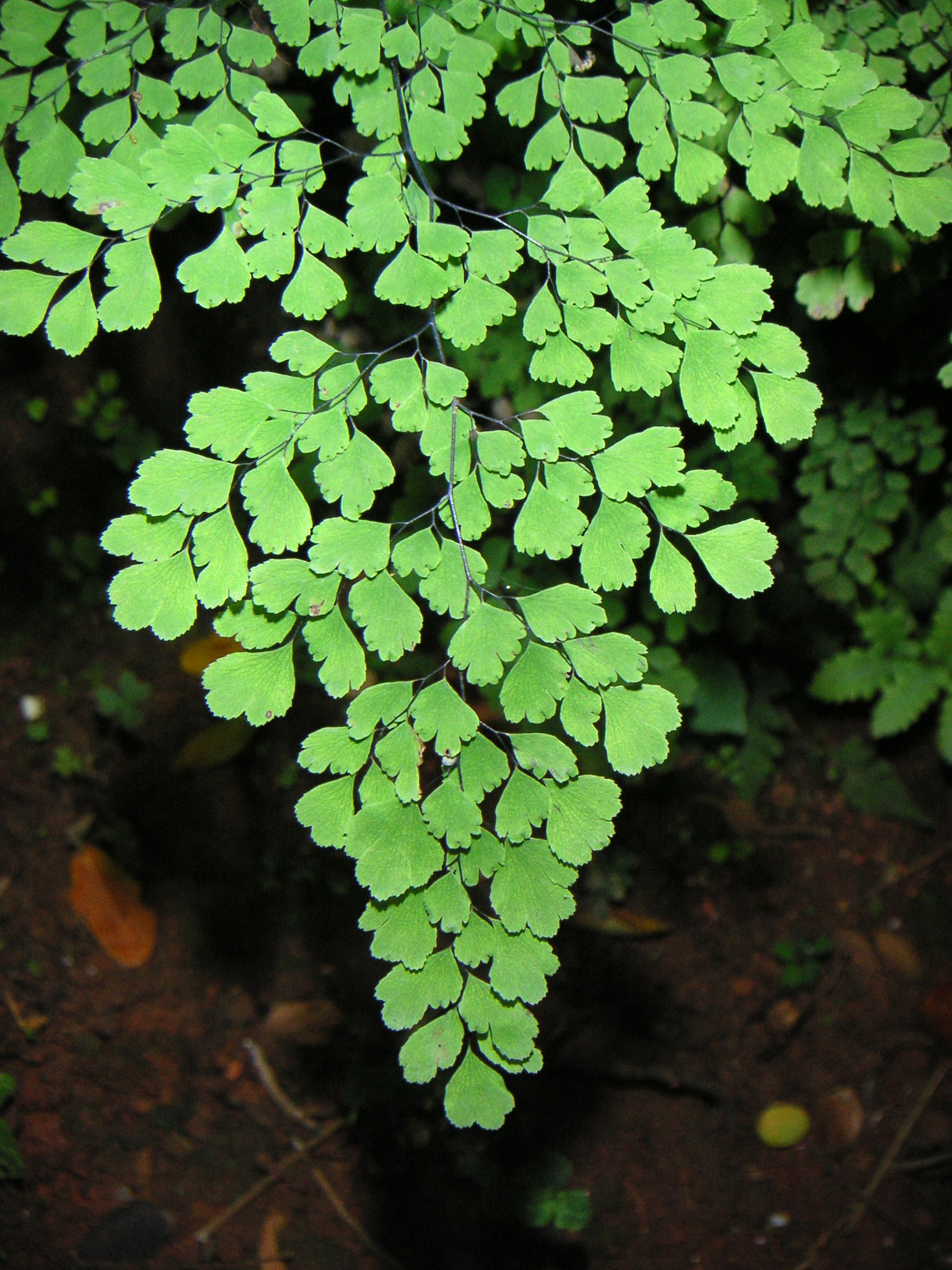
أوراق كزبرة البئر، ذاتي تغذية ضوئي

ذاتي التغذية أو كائن ذاتي التغذية أو معدنية التغذية (بالإنجليزية: autotroph)‏ هو مصطلح يطلق على الكائنات الحية التي تنتج مركبات عضوية معقدة (كالسكريات، والدهون، والبروتينات) من مواد بسيطة موجودة في محيط تلك الكائنات، وعادة ما يتم ذلك باستخدام الطاقة من الضوء (بالتمثيل الضوئي)، أو من تفاعلات كيميائية غير عضوية التمثيل الكيميائي.
تعد ذاتيات التغذية مصدر الغذاء الأول في السلسلة الغذائية؛ كالنباتات على اليابسة والطحالب في الماء.
في يخضور النبات (الأوراق الخضراء) يتحول ثاني أكسيد الكربون الموجود في الهواء مع الماء تحت فعل أشعة الشمس يكوّن منها مواد كربوهيدرات وغيرها من المواد اللازمة لنمو النبات. تسمى تلك العملية التمثيل الضوئي. والنباتات التي تقوم بذلك تسمى «ذاتية التغذية».
أما الإنسان فهو يتغذى من تناوله النبات والغذاء، فهذا يسمى «كائن غيري التغذية» Heterotroph . مثله مثل جميع الحيوانات الأخرى وحشرات وطيور تتغذى بتناولها الغذاء ولا تستطيع هي إنتاجه بنفسها.

## صور التغذية الذاتية
يعبر تعبير التغذية الذاتية في الغالب عن مصدر الكربون لكائن حي. ولكن هناك كائنات حية يمكنها استغلال مواد أخرى وتكون ذاتية التغذية. من تلك الكائنات أنواع من البكتيريا تثبت النتروجين، وهي تعدّ أيضا ذاتية التغذية.
وبحسب الطاقة التي يستغلها الكائن الحي لكي يتغذى ذاتيا تصنف بكونها: تغذية ذاتية ضوئية تعتمد على الضوء، وتغذية ذاتية كيميائية تحض فيها على الطاقة من تفاعلات كيميائية أخرى.

### تغذية ذاتية ضوئية
التغذية الذاتية الضوئية تستغل الضوء كمصدر للطاقة. وتسمى الكائنات الحية التي تقوم بذلك «ذاتية التغذية». أغلب أنواع النباتات والطحالب وأنواع من البكتيريا، وكذلك بكتيريا كبريت أرجوانية والبكتيريا الخضراء تحول بواسطة اليخضور الطاقة الشمسية إلى طاقة كيميائية (نموها وتكاثرها). تلك هي التغذية الذاتية الضوئية. فهي تكون مواد عضوية ومخزونها من المواد عن طريق التمثيل الضوئي.

### تغذية ذاتية كيميائية
التغذية الذاتية الكيميائية تستغل الطاقة الكيميائية. والكائنات الحية التي تتمتع بتلك الصفة تسمى كائنات ذات تغذية ذاتية كيميائية chemoautotroph. تظهر تلك الظاهرة في بعض البكتيريا والطحالب، منها بكتيريا كبريتية وبكتيريا نترجة (تتغذى على النتروجين) وبعض تلك الكائنات تكوّن الميثان وغيرها يتغذى على الهيدروجين. تستغل تلك الكائنات الطاقة الصادرة من تفاعلات المواد العضوية لبناء جسمها ومخزونها من المواد العضوية.
التغذية الذاتية الكيميائية هي نوع خاص من «التغذية الكيميائية» Chemotroph .